# Canzoni, bulli e pupe
Canzoni, bulli e pupe («Canciones, fanfarrones y jovencitas» en italiano) es una película de comedia musical italiana de 1964 dirigida por Carlo Infascelli.

## Sinopsis
Franco es un joven que intenta vender bienes proporcionados por sus tías, con la ayuda de un loco que cree ser descendiente de Leonardo da Vinci. Experimenta con los inventos más impensables y bizarros, de los que se da cuenta una joven que quiere robárselos, pero que, mientras prepara el atraco, acaba conociendo al joven y enamorándose de él.

## Reparto
- Stelvio Rosi: Giorgio Bonetti.
- France Anglade: France.
- Rossella Como: Rosalía.
- Carlo Delle Piane: Matteo.
- Carlo Pisacane: Ambrogio.
- Bill Ramsey: Leonardo Da Vinci.
- Franco Franchi: Gaspare.
- Ciccio Ingrassia: Turi.
- Gemelas Kessler: ellas mismas.
- Gigliola Cinquetti: ella misma.
- Nini Rosso: él mismo.
- Bruno Filippini (it): él mismo.
- Clem Sacco (it): él mismo.
- Cocky Mazzetti (it): ella misma.